# Campeonato Japonês de Patinação Artística no Gelo de 2012–13
O Campeonato Japonês de Patinação Artística no Gelo de 2012–13 foi a octogésima primeira edição do Campeonato Japonês de Patinação Artística no Gelo, um evento anual de patinação artística no gelo onde os patinadores artísticos competem pelo título de campeão japonês.  A competição foi disputada entre os dias 20 de dezembro e 24 de dezembro de 2012, na cidade de Sapporo.

## Eventos
- Individual masculino
- Individual feminino
- Dança no gelo

## Medalhistas
| Evento                        | Ouro                         | Prata                           | Bronze                   |
| Sênior                        |                              |                                 |                          |
| Individual masculino detalhes | Yuzuru Hanyu                 | Daisuke Takahashi               | Takahito Mura            |
| Individual feminino detalhes  | Mao Asada                    | Kanako Murakami                 | Satoko Miyahara          |
| Dança no gelo detalhes        | Cathy Reed Chris Reed        | Emi Hirai Marien De La Asuncion | Burina Oi Taiyo Mizutani |
| Júnior                        |                              |                                 |                          |
| Individual masculino detalhes | Ryuju Hino                   | Shoma Uno                       | Keiji Tanaka             |
| Individual feminino detalhes  | Satoko Miyahara              | Riona Kato                      | Rika Hongo               |
| Dança no gelo detalhes        | Nana Sugiki Hiroichi Noguchi | nenhum outro competidor         | nenhum outro competidor  |

## Resultados

### Sênior

#### Individual masculino
| Pos.                                                  | Nome              | Pontos | PC         | PL          |
| ----------------------------------------------------- | ----------------- | ------ | ---------- | ----------- |
| Medalha de ouro                                       | Yuzuru Hanyu      | 285.23 | 97.68 (1)  | 187.55 (2)  |
| Medalha de prata                                      | Daisuke Takahashi | 280.40 | 88.04 (2)  | 192.36 (1)  |
| Medalha de bronze                                     | Takahito Mura     | 242.70 | 84.58 (4)  | 158.22 (4)  |
| 4                                                     | Nobunari Oda      | 240.56 | 80.75 (5)  | 159.81 (3)  |
| 5                                                     | Takahiko Kozuka   | 228.56 | 84.58 (3)  | 143.98 (7)  |
| 6                                                     | Kento Nakamura    | 226.64 | 76.54 (6)  | 150.10 (5)  |
| 7                                                     | Keiji Tanaka      | 208.52 | 62.54 (11) | 145.98 (6)  |
| 8                                                     | Akio Sasaki       | 208.52 | 74.92 (7)  | 133.60 (10) |
| 9                                                     | Tatsuki Machida   | 206.17 | 68.48 (8)  | 137.69 (8)  |
| 10                                                    | Ryuju Hino        | 202.30 | 68.28 (9)  | 134.02 (9)  |
| 11                                                    | Shoma Uno         | 199.03 | 67.56 (10) | 131.07 (11) |
| 12                                                    | Ryuichi Kihara    | 184.14 | 58.07 (12) | 126.07 (12) |
| 13                                                    | Tomoyuki Koriyama | 168.09 | 55.87 (14) | 112.22 (13) |
| 14                                                    | Taichi Honda      | 164.84 | 55.58 (15) | 110.20 (14) |
| 15                                                    | Yukihiro Yoshida  | 155.33 | 53.02 (17) | 109.43 (15) |
| 16                                                    | Yoji Tsuboi       | 149.01 | 54.40 (16) | 106.41 (16) |
| 17                                                    | Sei Kawahara      | 148.42 | 52.10 (19) | 103.26 (19) |
| 18                                                    | Daisuke Iwozaki   | 154.33 | 52.92 (18) | 101.41 (21) |
| 19                                                    | Koshin Yamada     | 145.49 | 50.41 (21) | 103.36 (18) |
| 20                                                    | Eiki Hattori      | 153.05 | 51.03 (20) | 102.02 (20) |
| 21                                                    | Yuta Onuma        | 152.32 | 48.33 (22) | 103.99 (17) |
| 22                                                    | Kosuke Nozoe      | 143.68 | 55.94 (13) | 87.74 (23)  |
| 23                                                    | Jo Matsumura      | 137.14 | 47.55 (23) | 89.59 (22)  |
| 24                                                    | Masato Kimura     | 115.97 | 42.66 (24) | 76.73 (24)  |
| Não avançaram para a patinação livre / programa longo |                   |        |            |             |
| 25                                                    | Ryo Norimatsu     | —      | 38.22 (25) |             |
| 26                                                    | Ryoichi Eguchi    | —      | 38.10 (26) |             |
| 27                                                    | Masaki Kondo      | —      | 37.40 (27) |             |
| WD                                                    | Yuki Horinouchi   | —      | — (WD)     |             |
| WD                                                    | Daisuke Murakami  | —      | — (WD)     |             |

#### Individual feminino
| Pos.                                                  | Nome             | Pontos | PC         | PL          |
| ----------------------------------------------------- | ---------------- | ------ | ---------- | ----------- |
| Medalha de prata                                      | Kanako Murakami  | 183.67 | 57.26 (5)  | 126.41 (2)  |
| Medalha de bronze                                     | Satoko Miyahara  | 180.55 | 60.19 (3)  | 120.36 (3)  |
| 4                                                     | Akiko Suzuki     | 180.03 | 65.09 (1)  | 114.94 (5)  |
| 5                                                     | Rika Hongo       | 172.43 | 56.61 (6)  | 115.82 (4)  |
| 6                                                     | Riona Kato       | 167.62 | 54.88 (7)  | 112.74 (6)  |
| 7                                                     | Yuki Nishino     | 162.63 | 58.83 (4)  | 104.10 (9)  |
| 8                                                     | Yura Matsuda     | 160.30 | 51.29 (12) | 109.01 (7)  |
| 9                                                     | Satsuki Muramoto | 158.47 | 53.63 (8)  | 104.84 (8)  |
| 10                                                    | Rin Nitaya       | 146.93 | 53.49 (9)  | 93.44 (11)  |
| 11                                                    | Miyabi Oba       | 143.89 | 42.43 (23) | 101.66 (10) |
| 12                                                    | Risa Shoji       | 143.19 | 50.45 (14) | 92.74 (12)  |
| 13                                                    | Kako Tomotaki    | 140.10 | 51.75 (11) | 88.35 (14)  |
| 14                                                    | Haruka Imai      | 137.92 | 47.30 (18) | 90.62 (13)  |
| 15                                                    | Miyu Nakashio    | 137.36 | 50.50 (13) | 86.86 (17)  |
| 16                                                    | Kana Muramoto    | 135.08 | 47.49 (17) | 87.59 (16)  |
| 17                                                    | Saya Ueno        | 134.67 | 48.29 (15) | 88.36 (18)  |
| 18                                                    | Yukiko Fujisawa  | 134.31 | 46.31 (19) | 88.08 (15)  |
| 19                                                    | Mari Suzuki      | 132.07 | 47.75 (16) | 84.32 (20)  |
| 20                                                    | Ayaka Hosoda     | 130.00 | 43.84 (22) | 86.16 (19)  |
| 21                                                    | Mutsumi Takayama | 121.60 | 52.75 (10) | 68.85 (23)  |
| 22                                                    | Hikaru Nasuno    | 121.32 | 44.59 (21) | 76.73 (24)  |
| 23                                                    | Shion Kokobun    | 114.67 | 46.09 (20) | 68.88 (22)  |
| 24                                                    | Saya Suzuki      | 107.79 | 41.90 (24) | 67.89 (24)  |
| Não avançaram para a patinação livre / programa longo |                  |        |            |             |
| 25                                                    | Mio Suzuki       | —      | 40.74 (25) |             |
| 26                                                    | Shoko Ishikawa   | —      | 40.56 (26) |             |
| 27                                                    | Mai Hirono       | —      | 39.39 (27) |             |
| 28                                                    | Nana Matsushina  | —      | 39.30 (28) |             |
| 29                                                    | Yuka Touyama     | —      | 38.27 (29) |             |
| 30                                                    | Yuka Kouno       | —      | 37.40 (30) |             |

#### Dança no gelo
| Pos.              | Nome                             | Pontos | PC        | PL        |
| ----------------- | -------------------------------- | ------ | --------- | --------- |
| Medalha de ouro   | Cathy Reed / Chris Reed          | 133.92 | 53.41 (1) | 80.51 (1) |
| Medalha de prata  | Emi Hirai / Marien dela Asuncion | 110.31 | 42.00 (3) | 68.31 (2) |
| Medalha de bronze | Burina Oi / Taiyo Mizutani       | 99.32  | 42.12 (2) | 57.20 (4) |
| 4                 | Misato Komatsubara / Kaoru Tsuji | 92.17  | 34.27 (4) | 57.90 (3) |

### Júnior

#### Individual masculino
| Pos.                                                  | Nome               | Pontos | PC         | PL         |
| ----------------------------------------------------- | ------------------ | ------ | ---------- | ---------- |
| Medalha de ouro                                       | Ryuju Hino         | 209.85 | 71.35 (1)  | 138.50 (1) |
| Medalha de prata                                      | Shoma Uno          | 190.58 | 66.21 (2)  | 124.37 (2) |
| Medalha de bronze                                     | Keiji Tanaka       | 189.46 | 65.21 (3)  | 124.25 (3) |
| 4                                                     | Sota Yamamoto      | 159.61 | 47.32 (11) | 112.29 (4) |
| 5                                                     | Sei Kawahara       | 157.51 | 50.25 (8)  | 107.26 (5) |
| 6                                                     | Taichi Honda       | 155.76 | 51.57 (6)  | 104.19 (6) |
| 7                                                     | Taichiro Yamakuma  | 150.44 | 51.29 (7)  | 99.15 (9)  |
| 8                                                     | Shu Nakamura       | 149.82 | 53.13 (4)  | 96.69 (10) |
| 9                                                     | Takaha Hashizume   | 149.46 | 49.46 (10) | 99.60 (8)  |
| 10                                                    | Kazuki Tomono      | 144.90 | 40.91 (20) | 103.99 (7) |
| 11                                                    | Kento Kajita       | 137.09 | 50.18 (9)  | 86.91 (14) |
| 12                                                    | Ryuta Katada       | 136.39 | 40.19 (13) | 92.14 (11) |
| 13                                                    | Hiroaki Satou      | 135.86 | 53.09 (5)  | 82.77 (19) |
| 14                                                    | Naoki Oda          | 135.45 | 43.62 (14) | 91.83 (12) |
| 15                                                    | Hidetsugu Yamata   | 129.93 | 41.48 (17) | 88.09 (13) |
| 16                                                    | Kohei Yoshino      | 129.20 | 43.44 (15) | 85.66 (16) |
| 17                                                    | Yoji Nakano        | 129.89 | 42.53 (16) | 85.66 (15) |
| 18                                                    | Kosuke Nakano      | 127.32 | 44.48 (11) | 82.84 (18) |
| 19                                                    | Keiichiro Sasahara | 124.26 | 40.94 (19) | 83.32 (17) |
| 20                                                    | Takumi Yamamoto    | 122.28 | 41.21 (18) | 81.07 (20) |
| 21                                                    | Naoya Watanabe     | 117.05 | 39.12 (24) | 77.93 (21) |
| 22                                                    | Taiga Aoki         | 114.39 | 40.20 (21) | 74.19 (22) |
| 23                                                    | Kanata Mori        | 111.78 | 39.96 (22) | 71.82 (23) |
| 24                                                    | Keisuke Kobayashi  | 98.10  | 39.65 (23) | 58.45 (24) |
| Não avançaram para a patinação livre / programa longo |                    |        |            |            |
| 25                                                    | Hiroki Hondo       | —      | 39.03 (25) |            |
| 26                                                    | Reo Ishizuka       | —      | 38.29 (26) |            |
| 27                                                    | Kento Kobayashi    | —      | 38.26 (27) |            |
| 28                                                    | Takahiro Ozone     | —      | 36.94 (28) |            |
| 29                                                    | Masataka Nakajima  | —      | 33.96 (29) |            |

#### Individual feminino
| Pos.                                                  | Nome             | Pontos | PC         | PL         |
| ----------------------------------------------------- | ---------------- | ------ | ---------- | ---------- |
| Medalha de ouro                                       | Satoko Miyahara  | 172.68 | 61.31 (1)  | 111.37 (1) |
| Medalha de prata                                      | Riona Kato       | 161.47 | 53.90 (5)  | 107.57 (2) |
| Medalha de bronze                                     | Rika Hongo       | 159.34 | 55.47 (3)  | 103.87 (3) |
| 4                                                     | Yura Matsuda     | 156.07 | 54.07 (4)  | 102.00 (5) |
| 5                                                     | Rin Nitaya       | 157.51 | 48.97 (8)  | 103.27 (4) |
| 6                                                     | Miyabi Oba       | 144.01 | 56.61 (2)  | 87.40 (12) |
| 7                                                     | Wakaba Higuchi   | 143.08 | 51.20 (6)  | 91.88 (9)  |
| 8                                                     | Mai Mihara       | 140.14 | 47.53 (11) | 92.61 (8)  |
| 9                                                     | Kaori Sakamoto   | 139.52 | 46.56 (13) | 92.96 (7)  |
| 10                                                    | Mariko Kihara    | 149.46 | 44.94 (15) | 93.98 (6)  |
| 11                                                    | Mei Ito          | 135.89 | 47.67 (10) | 88.22 (11) |
| 12                                                    | Ami Dobashi      | 134.41 | 48.55 (9)  | 85.86 (14) |
| 13                                                    | Rika Oya         | 131.08 | 43.99 (20) | 87.09 (13) |
| 14                                                    | Hinano Isobe     | 130.16 | 41.67 (24) | 88.49 (10) |
| 15                                                    | Yuka Kito        | 129.77 | 44.89 (16) | 84.88 (15) |
| 16                                                    | Haruna Suzuki    | 127.70 | 49.57 (7)  | 79.13 (19) |
| 17                                                    | Yoka Sakai       | 125.87 | 46.19 (14) | 79.68 (16) |
| 18                                                    | Yuka Nagai       | 125.07 | 46.72 (12) | 78.35 (18) |
| 19                                                    | Hina Takeno      | 123.29 | 44.00 (19) | 79.39 (17) |
| 20                                                    | Ayana Yasuhara   | 118.52 | 44.49 (17) | 74.03 (20) |
| 21                                                    | Honoka Kawanishi | 115.64 | 44.01 (18) | 71.63 (21) |
| 22                                                    | Mone Kawanishi   | 112.87 | 42.53 (23) | 70.44 (22) |
| 23                                                    | Satomi Akuzawa   | 105.53 | 43.43 (21) | 62.10 (24) |
| 24                                                    | Sakura Yamada    | 98.10  | 42.67 (22) | 62.12 (23) |
| Não avançaram para a patinação livre / programa longo |                  |        |            |            |
| 25                                                    | Hitomi Yaoita    | —      | 40.39 (25) |            |
| 26                                                    | Asahi Sorakawa   | —      | 39.43 (26) |            |
| 27                                                    | Mayako Matsuno   | —      | 38.45 (27) |            |
| 28                                                    | Mari Harumara    | —      | 38.29 (28) |            |
| 29                                                    | Reia Funasako    | —      | 36.57 (29) |            |
| 30                                                    | Kokoro Iwamoto   | —      | 33.11 (30) |            |

#### Dança no gelo
| Pos.            | Nome                           | Pontos | PC        | PL        |
| --------------- | ------------------------------ | ------ | --------- | --------- |
| Medalha de ouro | Nana Sugiki / Hiroichi Noguchi | 87.58  | 34.44 (1) | 53.14 (1) |